# Segmentering
Segmentering är en metod för att dela upp en större mängd data i mindre bitar. Till exempel kan man dela upp en mycket stor videofil i små paket som är avsevärt mindre. I filöverföringssammanhang blir detta gynnsamt då flera paket kan skickas parallellt, vilket kan leda till snabbare överföring. Om ett av paketen får ett fel under överföringen kan detta paket skickas om istället för den stora originalfilen.